# Мак дикий
{{#ifeq:0|0|{{#if:|{{#if:Papaverrhoeas|[[]}}|}}}}

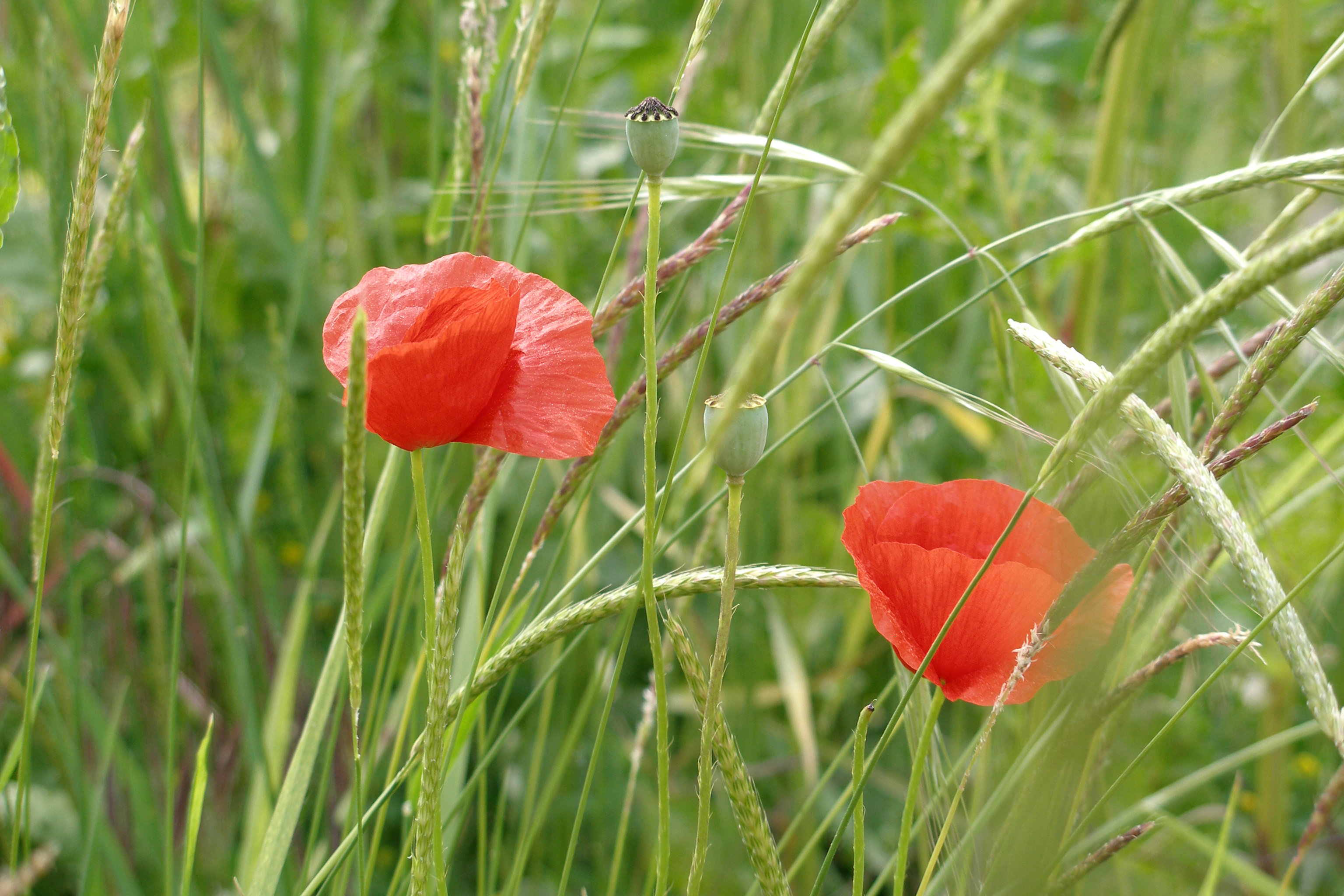
Мак дикий

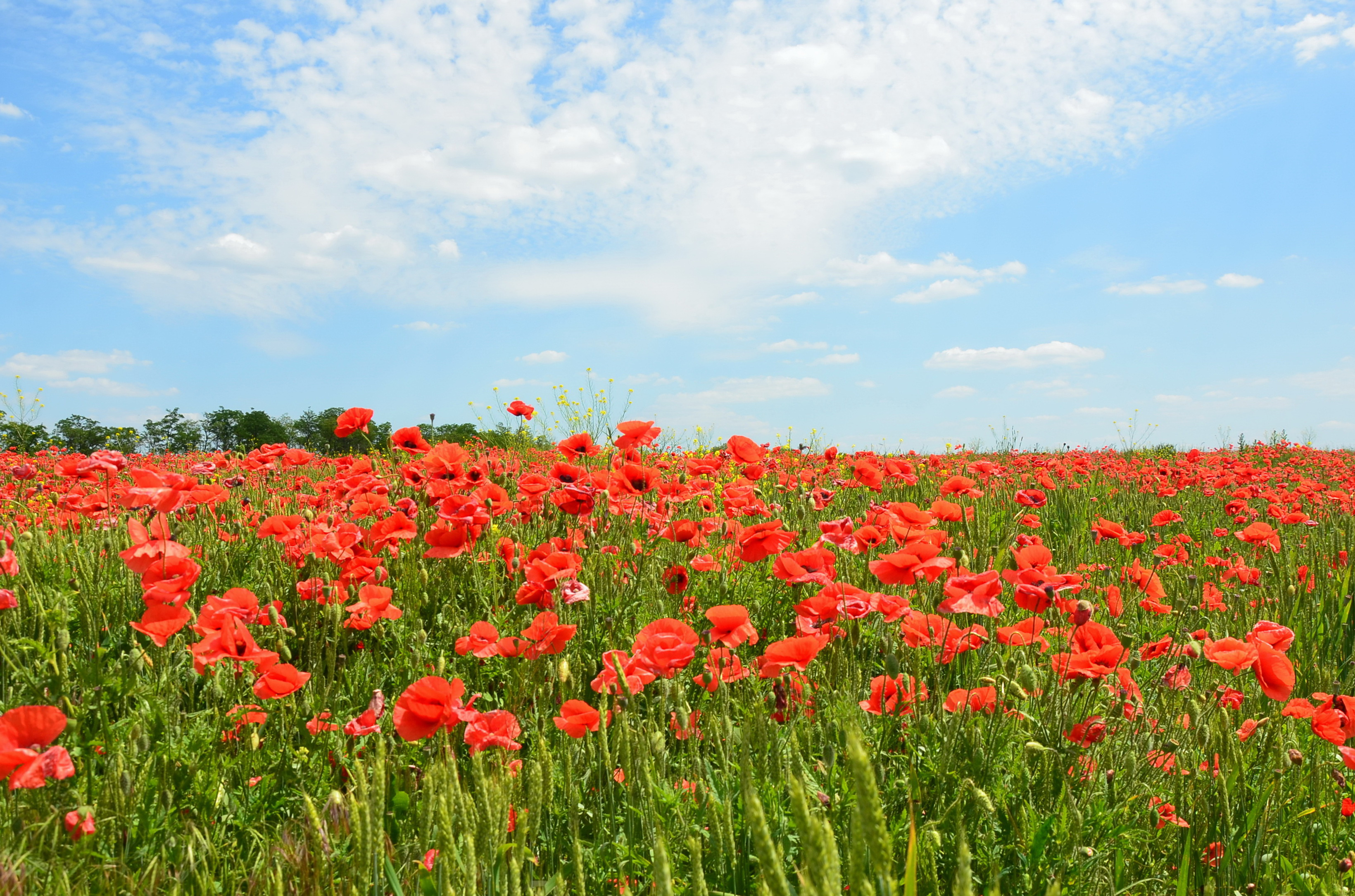
Мак-самосійка на околиці селища Старолозува́тка

Мак дикий (Papaver rhoeas); мак польовий, мачок, мак-самосійка, діал. видю́к — однорічна відстовбурчено-волосиста трав'яниста рослина родини макових.

## Морфологічна характеристика
Однорічна трав'яниста, відстовбурчено-волосиста рослина родини макових. Стебло прямостояче розгалужене, 25—80 см заввишки. Листки чергові, перисторозсічені, з видовжено ланцетними, надрізанозубчастими частинками, з яких верхівкові довші за бічні. Квітки великі (3—5 см у діаметрі), двостатеві, правильні, 4-пелюсткові, одиничні на вершку стебла й гілок; пелюстки яскраво-червоні, рідше—рожеві або білі, здебільшого з чорною плямою біля основи, в ширину більші; ніж у довжину. Плід — широко еліпсоїдна коробочка, при основі звужена в добре помітну ніжку. Цвіте з другої половини червня по серпень. 

## Поширення
- Африка
  - Макаронезія: Португалія — Мадейра; Іспанія — Канарські острови
  - Північна Африка: Алжир (північ); Єгипет (північ); Лівія; Марокко; Туніс
- Азія
  - Західна Азія: Афганістан; Кіпр; Єгипет — Синай; Іран; Ірак; Ізраїль; Йорданія; Ліван; Сирія; Туреччина
  - Кавказ: Вірменія; Азербайджан; Грузія; Російська Федерація — Передкавказзя, Дагестан
  - Індійський субконтинент: Пакистан
- Європа
  - Північна Європа: Данія; Ірландія; Норвегія (південний схід); Швеція; Об'єднане Королівство
  - Середня Європа: Австрія; Бельгія; Чехія; Німеччина; Угорщина; Нідерланди; Польща; Словаччина; Швейцарія
  - Східна Європа: Білорусь, Латвія; Литва; Молдова; Російська Федерація — Європейська частина (захід); Україна (вкл. Крим)
  - Південно-Східна Європа: Албанія; Боснія і Герцеговина; Болгарія; Хорватія; Греція (вкл. Крит); Італія (вкл. Сардинія Сицилія); Північна Македонія; Чорногорія; Румунія; Сербія; Словенія
  - Південно-Західна Європа: Франція (вкл. Корсика); Португалія; Іспанія (вкл. Балеарські острови)

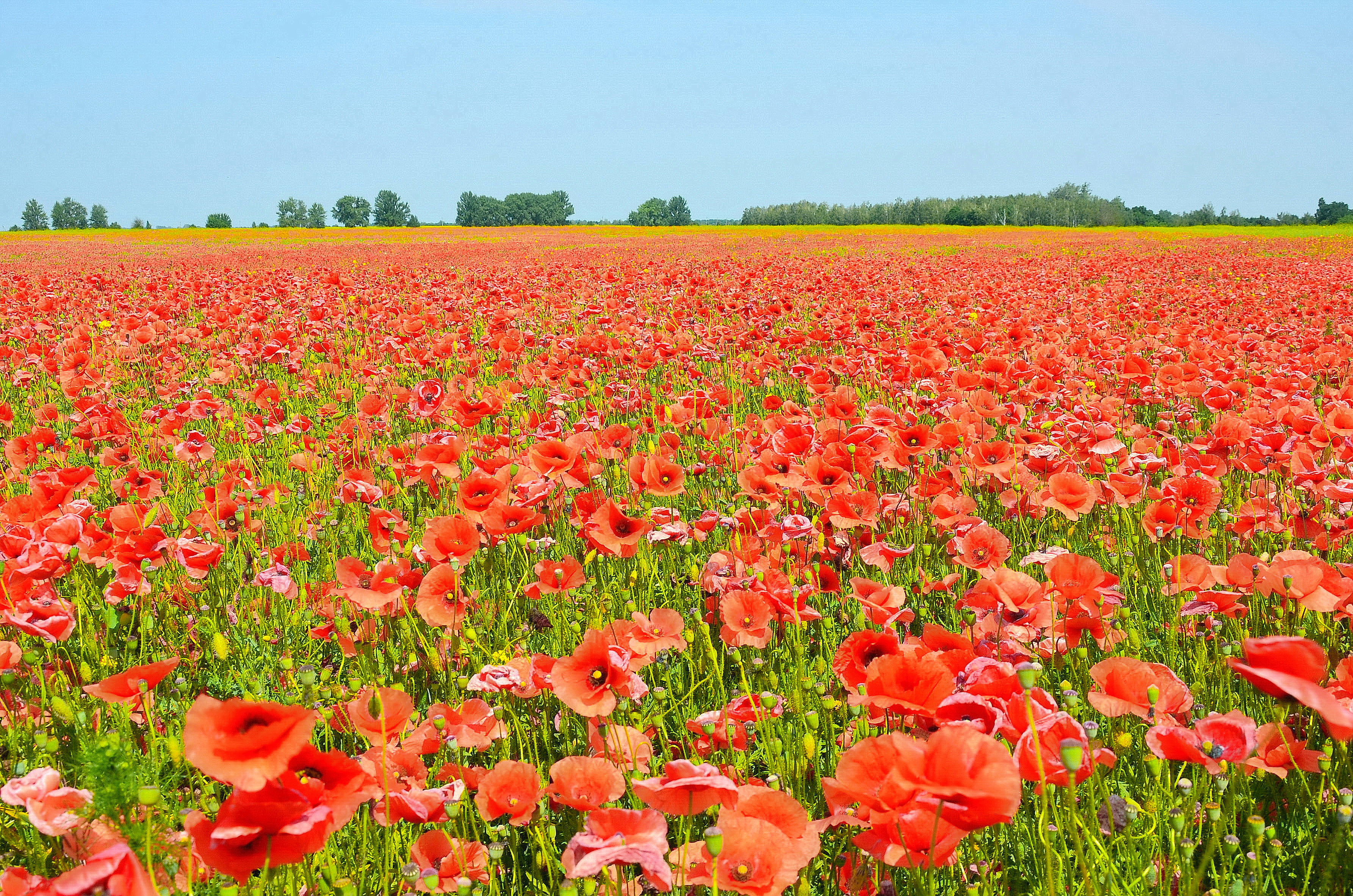
Мак-самосійка в полях Сумщини (с. Капустинці)

Підвид Papaver rhoeas ssp. cyprius зустрічається лише на Кіпрі.

### Ареалнатуралізації
- Африка
  - Макаронезія: Португалія — Азорські острови
- Австралія і Океанія
  - Австралія
  - Нова Зеландія
- Північна Америка
  - Мексика
- Сполучені Штати Америки
- Південна Америка
  - Карибський басейн: Еспаньйола
  - Чилі

## Екологічна приуроченість
Росте як бур'ян на полях, межах, уздовж доріг, на кам'янистих схилах, засмічених місцях.

## Хімічний склад
Квітки маку дикого містять алкалоїди (коптизин, реагенін, реадин, глауцин), вітаміни, пектини, слизі, дубильні і мінеральні речовини, антоціани. В головках маку є алкалоїди (коптизин, папаверрубін, реадин, сангвінарин), токоферол, жирні кислоти.